# Mount Gordon (Antarktika)
Mount Gordon ist ein Berg im ostantarktischen Enderbyland. Er ragt 10 km nordöstlich des Simpson Peak in den Scott Mountains auf.
Der britische Seefahrer und Entdecker John Biscoe benannte so einen Berg in dieser ungefähren Position im Zuge seiner von 1830 bis 1831 dauernden Antarktisfahrt. Namensgeber ist vermutlich Henry William Gordon (1786–1865), Vater von Charles George Gordon und Schwager der Gebrüder Enderby vom Wal- und Robbenfangunternehmen Samuel Enderby & Sons, Besitzer von Biscoes Schiff Tula. Da eine eindeutige Identifizierung unter den zahlreichen Berggipfeln in der Umgebung nicht gelang, entschied das Antarctic Names Committee of Australia (ANCA) aus Kontinuitätsgründen Biscoes Benennung dem hier beschriebenen Berg zuzuordnen.